# 格洛克手槍
- 關於位於奧地利的武器承包商，請見「格洛克」。
- 關於同生產商的刺刀系列，請見「格洛克刺刀」。

格洛克手槍（英語：GLOCK Pistol）是一系列由奧地利槍械生產商格洛克所生產並銷售的手槍，起初為回應奧地利陸軍的需求而推出，現已成為全球最受歡迎的手槍系列之一，在各地軍警單位、運動射擊及個人防衛中皆被大量使用。而系列首款為格洛克17，命名自格斯通·格洛克當時持有的專利數目。
由於早期其「塑膠槍」的名聲，格洛克手槍一開始並不被市場接受。其一是對其耐久及可靠性的擔憂，以及因為其可能導致各國用於安檢金屬探測器出現疏漏（此二者後均被證偽）。儘管如此，格洛克手槍很快成為該公司盈利最為豐厚的一系列產品，銷往至少48個國家和地區。在允許民間持槍的地方，由於其優越性能，格洛克手槍廣受軍民歡迎，被廣泛用於防身、保安、家中防衛、競賽和娛樂用途。

## 保險機構

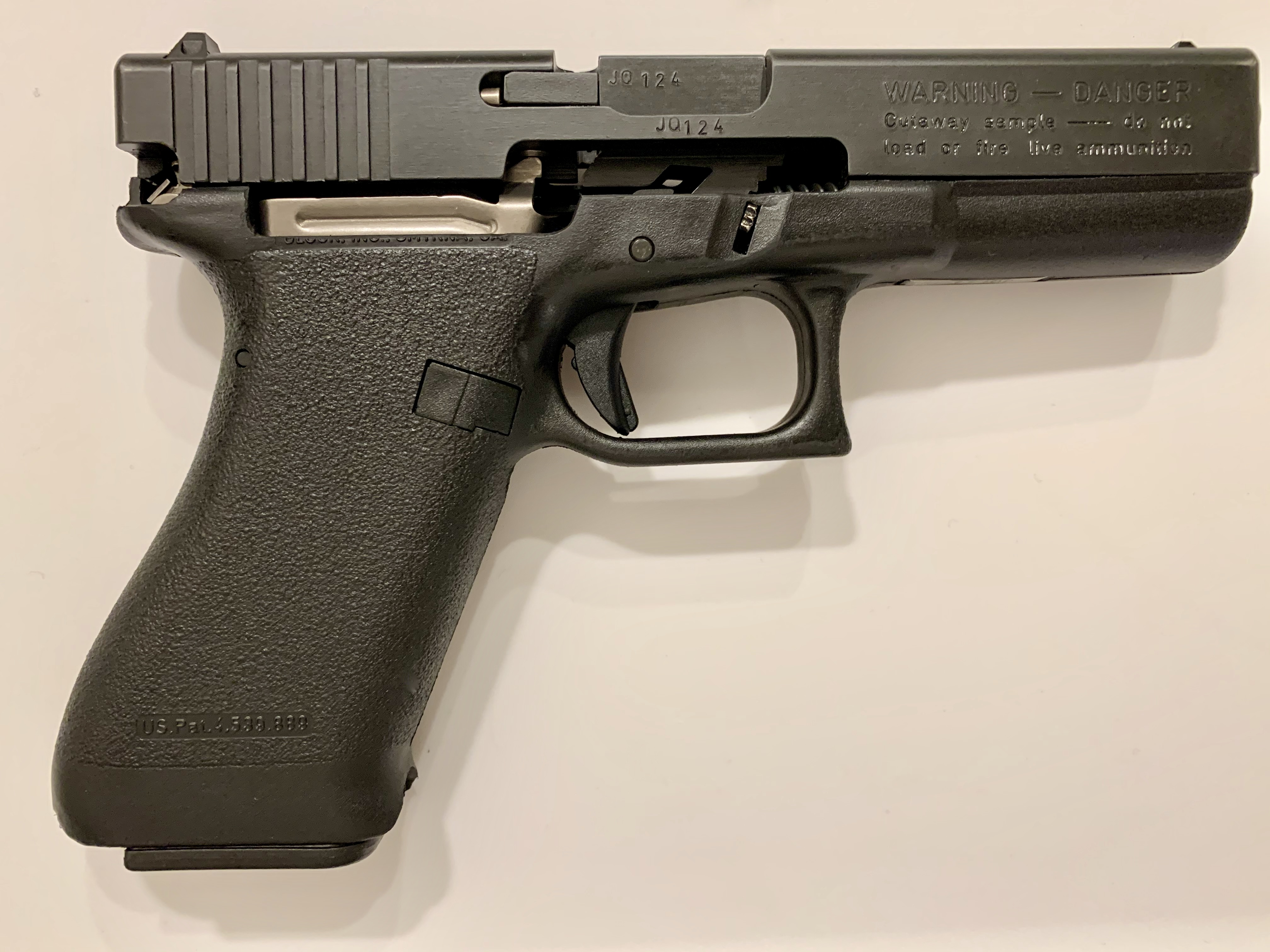
第一代格洛克17 Cut，底把及滑套開出各種開口以露出不同運作部件以作技術培訓

普通格洛克手槍並沒有一般手槍的外部保險（英语：safety）開關，它用的是由三個組件組成的內部保險機構。不過應採購方要求亦可加上橫銷式手動保險（僅中華民國警察及葡萄牙警察的第三代格洛克採用）或姆指手動保險桿。
格洛克公司把這個稱作「安全機動（SAFE Action）」系統。當扳机扣下時，內部三個組件的保險會依序的解開，它們分別是：
- 扳機保險：一個使用槓桿原理的機關，使得扳機不會在非有人意圖扣下的情況下發射。
- 撞針保險：一個額外的阻擋裝置，當扳機扣下時，撞針才能夠碰撞子彈的底火並且發射，否則在扳機未扣下的情況下撞針無法撞擊到子彈。
- 坠落保險（英语：Drop Safety）：裝置於同樣一個阻擋裝置下，撞針將會在扳機未扣下的情況下被鎖定位而無法移動[5]。

類似的內動式保險機關也已經被許多半自動手槍的製造商所採用。但在有人將手指置於扳機擊發的位置時，意外的傷亡仍會發生。
即便如此，使用者仍必須遵從槍械安全原則。而在拆解時則要將膛室清空，扣下扳機，壓下滑套鎖定片，並將滑套稍微向後拉以把滑套從槍身上移除。經常的損耗也會使撞針保險失效，這個時候如果有另外一個組件失效，手槍可能就會意外發射。在常規的拆解和保養措施下，這些保險措施都必須被含括在檢查的範圍中，一旦發生失誤，則必須停止使用該武器直到它被修復到正常的程度為止。

## 歷史
1980年，奧地利聯邦軍公佈取代P38的新手槍計劃。奧地利聯邦國防部為此列出了17項新手槍的需求：手槍需為9mm 北約半自動手槍、裝填彈匣無需輔助、撞擊下墜不會走火等:2。
格洛克得悉奧地利聯邦軍的新手槍計劃，便從歐洲各地招攬軍、警、競賽背景的手槍專家，在1982年成立了專家團隊以探討戰鬥手槍的最佳設計:2。三個月後，格洛克便研發了第一把樣槍:4。由於計劃中格洛克的手槍會大量採用聚合物及現代生產工藝，因此手槍成為新手槍計劃中價格相當有競爭力的一員。
數把格洛克17在1982年被送住測試，經過一連串的嚴苛測試後，格洛克手槍脫穎而出成為贏家，並被奧地利聯邦軍及警察採用為P80手槍，而最初的訂單包括25,000把手槍。
格洛克17在奧地利聯邦軍的測試中擊敗了其他五個生產商的八把手槍，包括：黑克勒-科赫的P7M8、P7M13、P9S、SIG Sauer的P220、P226、貝瑞塔的92SB-F、FN的Hi-Power、以及Steyr的GB:6。
經過1983到1985年的挪威及瑞典聯合測試，格洛克17亦在1985年被挪威採用為P80，以及在1988年被瑞典採用為Pistol 88:7。因此，格洛克17亦成為北約標準副武器之一，並獲得北約庫存編號（1005-25-133-6775）:7。到了1992年，已有超過350,000把手槍銷往了超過45個國家，其中僅在美國便銷售了超過了250,000把。
2013年起，英國軍隊亦開始以格洛克17取代Hi-Power。在英國的測試中，格洛克17擊敗了Px4、FNP、P30、P226、M&P、M9A1等手槍。在2020年，法國武裝部隊亦開始以特製版格洛克17取代MAC Mle 1950及少量取代PAMAS-G1。而在法國的測試中，格洛克17最終擊敗了HS2000及P-10。

### 手槍設計變更

#### 第一代格洛克

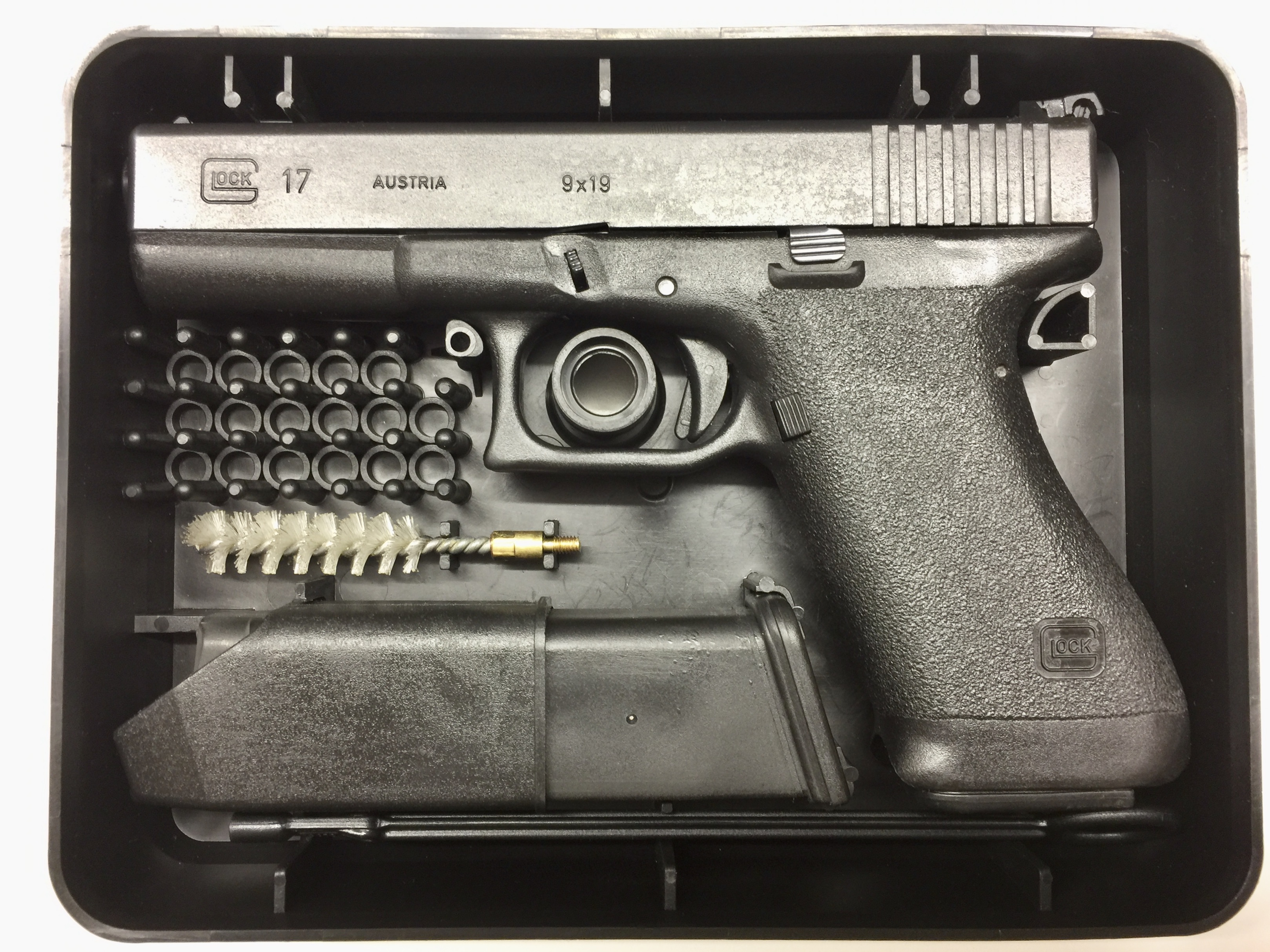
置於「特百惠」槍盒內的第一代格洛克17

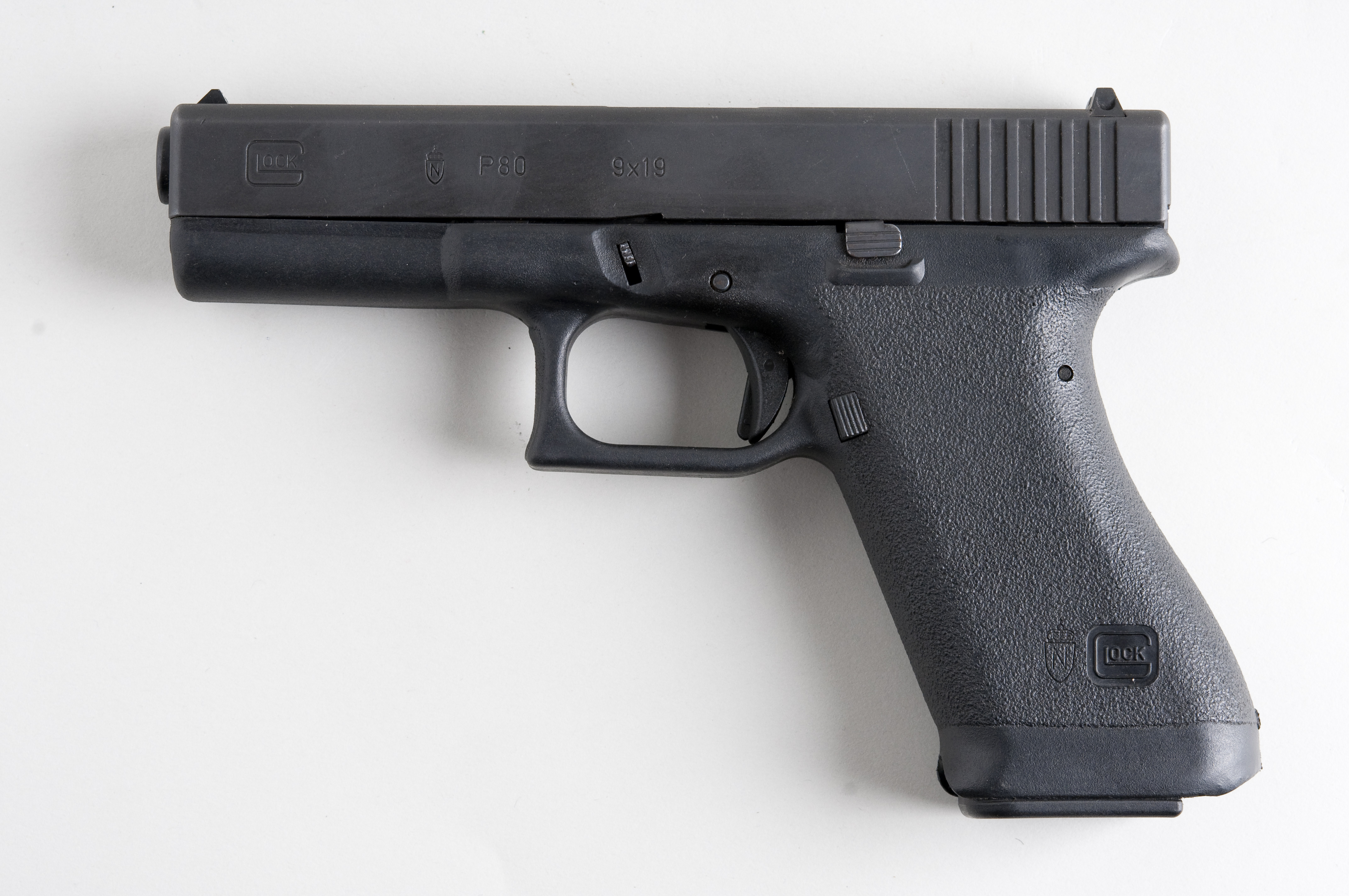
挪威國防軍的P80，亦即第一代格洛克17

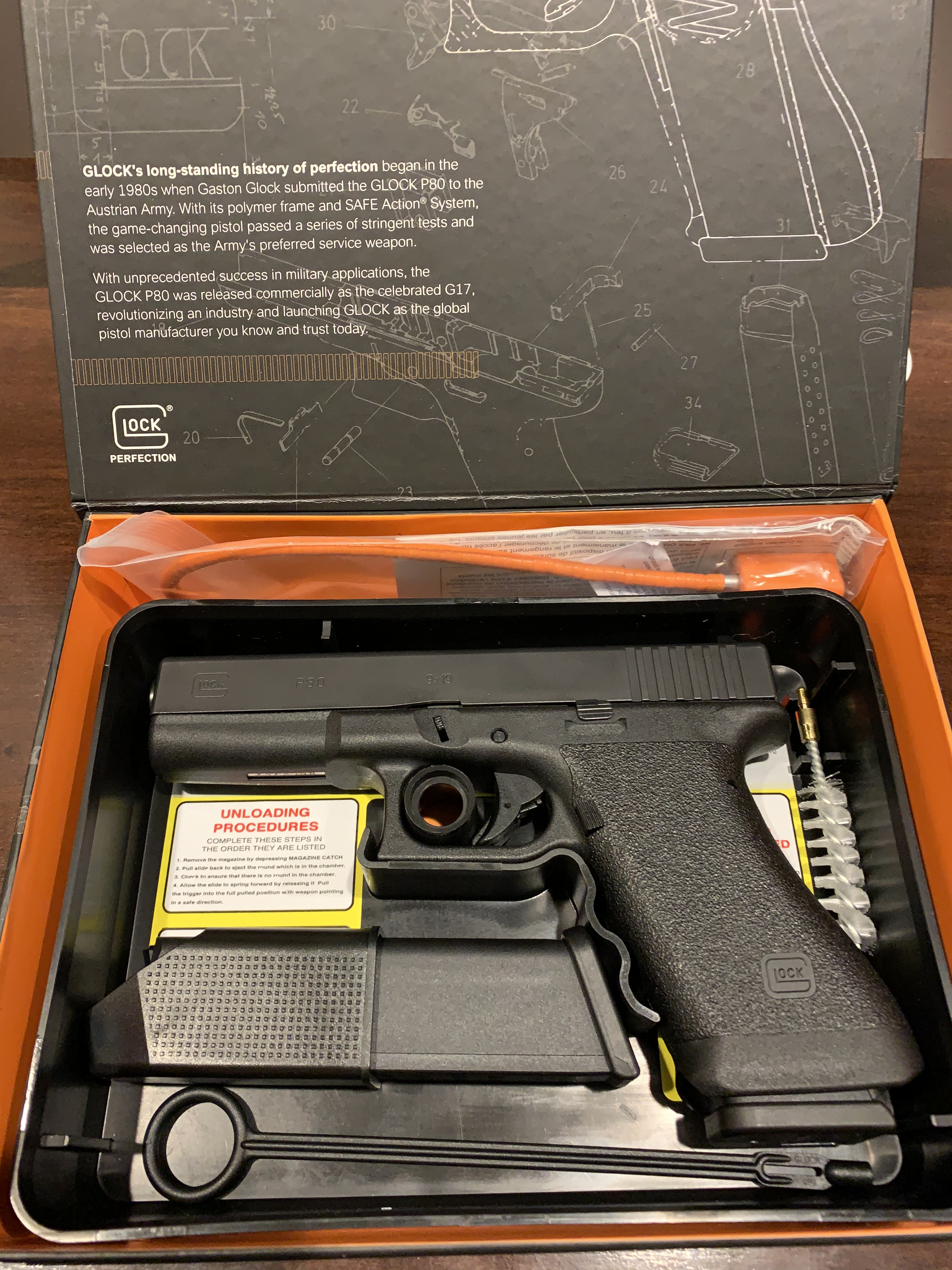
Lipsey's復古P80

第一代格洛克手槍於1984年推出，亦即首款發售、設計最簡約的格洛克手槍。僅有格洛克17及格洛克18曾推出第一代版本。另外由於奧地利陸軍的要求，第一代格洛克的彈匣在按下彈匣釋放鈕時不會自動掉落，以避免遺失。
其中有少量第一代格洛克手槍配上可調式照門，以運動手槍形式進口到美國。
2020年9月1日，Lipsey's正式發佈並發售與格洛克合作推出的復古格洛克手槍，推出的為P80版本的第一代格洛克17。
Lipsey's／格洛克合作版本完全為奧地利的格洛克工廠生產，並配上當時附帶的「特百惠」式揭蓋式槍盒。但由於「特百惠」槍盒尺寸相比現時的翻蓋式槍盒來得小，因此無法容納的槍鎖及說明書則連同「特百惠」槍盒和收藏證書放在額外的硬紙盒中。因為格洛克為此計劃特地依圖紙重新製作了第一代格洛克手槍的模具，因此生產了大量復古P80以抵銷成本。Lipsey's計劃首先推出10,000把復古P80，價格亦與一般格洛克手槍相當，並且有需要時可繼續生產。
Lipsey's／格洛克版本相比當初的P80有著幾處相異點：
- 「特百惠」槍盒為第三代版本而非當初版本，附送的裝彈輔助器亦為第四/五代版本
- 因在美國發售而加上底把序號內嵌鋼片
- 因不獲授權而省略奧地利聯邦軍圓徽
- 因美國及歐盟以環境問題禁止使用基於氰化物的Tenifer表面處理而改用nDLC表面處理
- 改用現時的14公釐直徑槍管（當初首批格洛克17為13.5公釐直徑幼槍管，但格洛克否決了復古此點的提案）
- 因原版彈匣的可靠性問題改配第三代格洛克手槍彈匣[13]
- 改用1991年推出的改進扳機部件及往後版本的閉鎖件
- 改用一體化的復進簧與復進簧導軌

#### 第二代格洛克

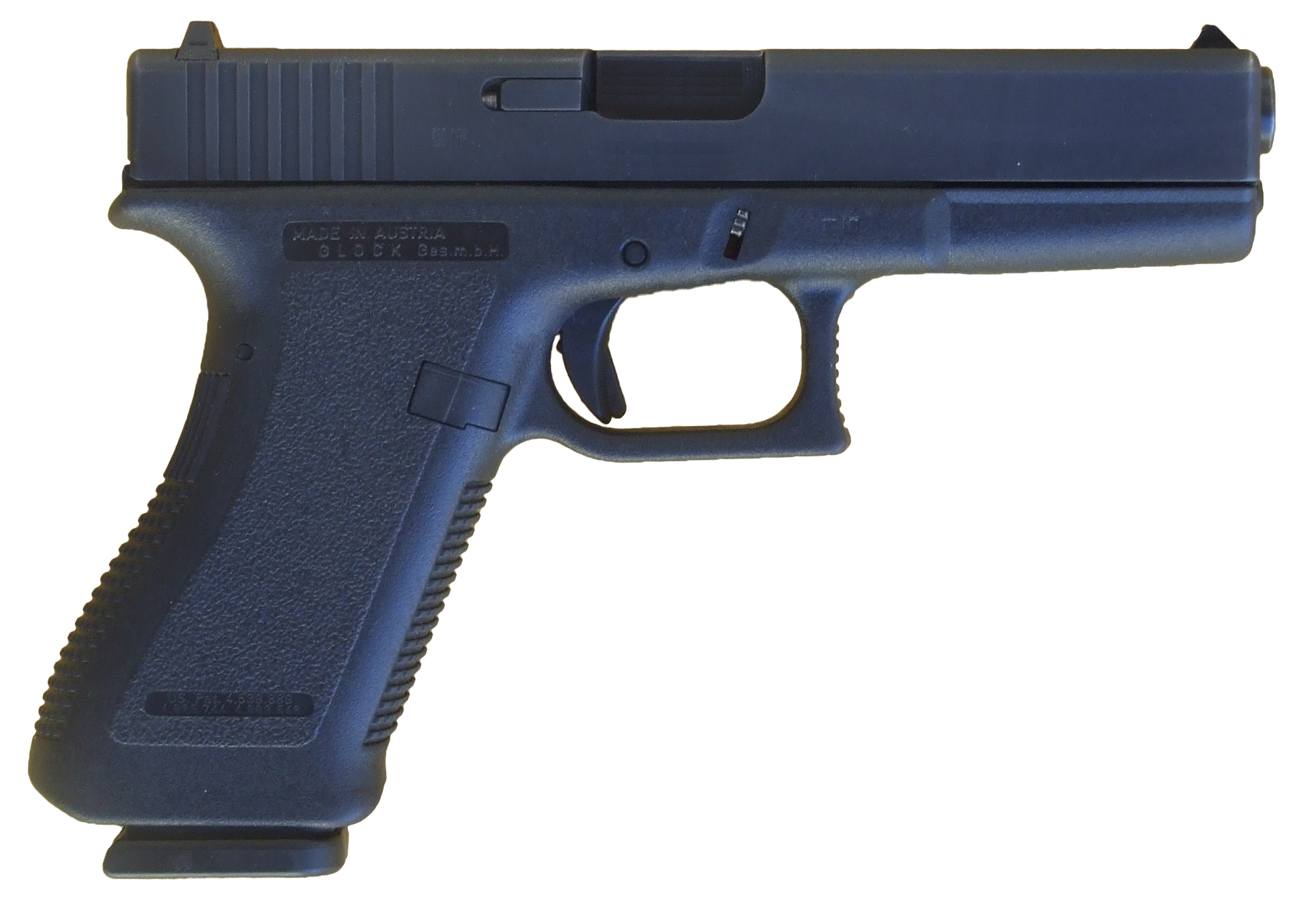
第二代格洛克17

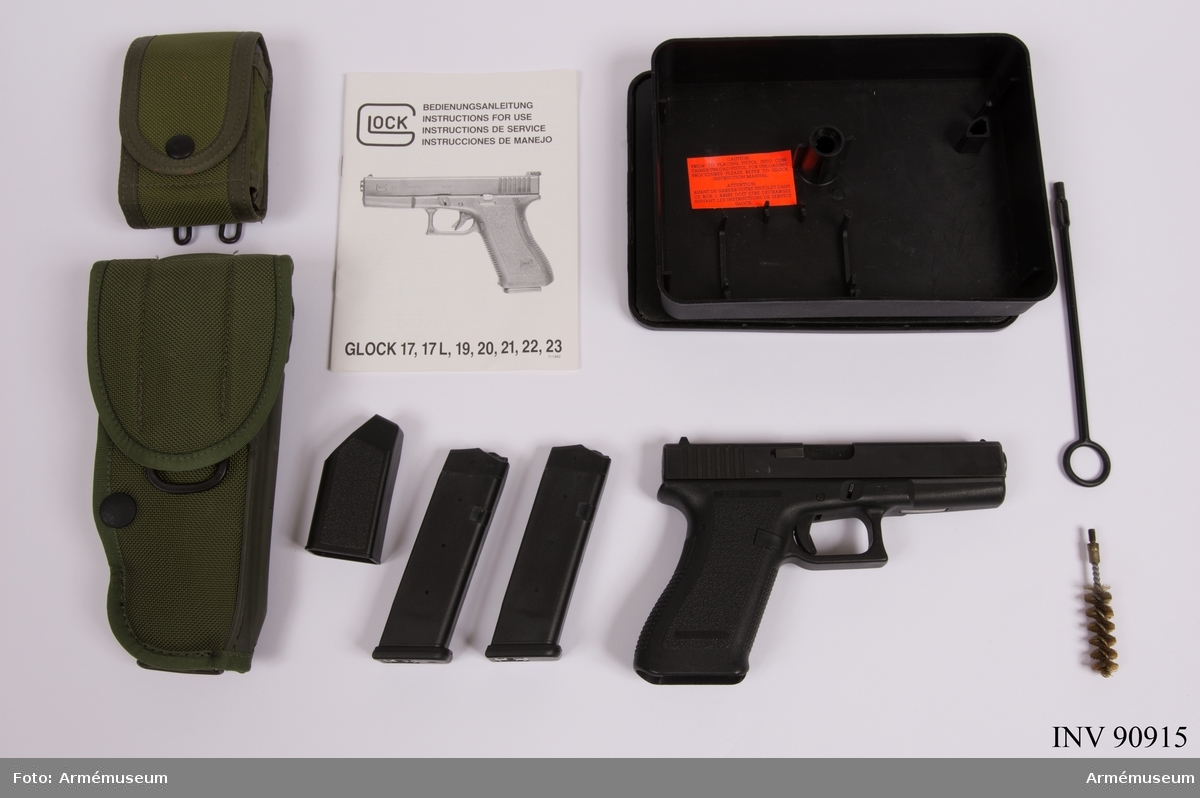
1989年生產的瑞典國防軍Pistol 88，可見其「特百惠」槍盒及隨槍配件，此手槍現存於瑞典軍事博物館

第二代格洛克手槍於1988年推出，主要改進為於底把前後加上坑紋、底把前方底部加上顯示手槍序號的內嵌鋼片、新設計的彈匣底板和換上一體化的復進簧與復進簧導軌，同時亦在彈匣加入了內嵌鋼片以讓其在釋放時可自動掉落。其中底把序號內嵌鋼片及自動掉落彈匣皆是為在美國發售而作出的改動。首款第二代格洛克手槍為新推出的格洛克19，同時格洛克亦開始加入更多不同口徑，推出了使用.40 S&W、.380 ACP、.45 ACP和10公釐彈藥的手槍。其間推出的格洛克24為第一款為競賽而設計、擁有加長滑套的手槍。

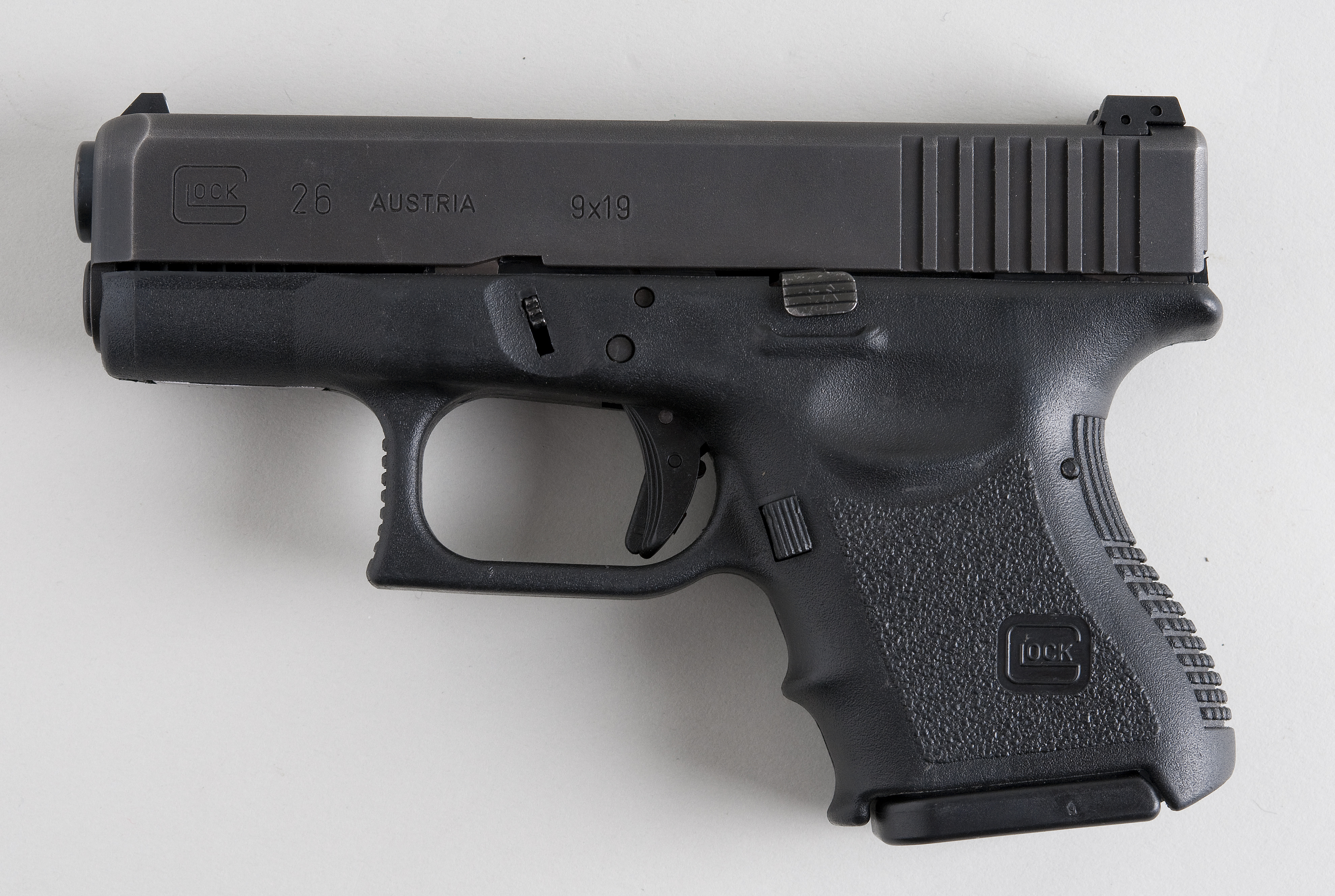
第2.5代格洛克26

於1995年推出的格洛克26和格洛克27則為首兩款袖珍型手槍，皆加上了無坑紋的手指凹槽及扳機銷上方的閉鎖件銷（本為承受使用.40 S&W等較大口徑時額外的後座力而新增，後來統一為標準設計）等於第三代格洛克手槍導入的設計，因此格洛克26和格洛克27被稱為第二代半格洛克手槍。
格洛克在1996年首次推出訓練用、使用9毫米Simunition FX迷彩漆彈的格洛克17T。

#### 第三代格洛克

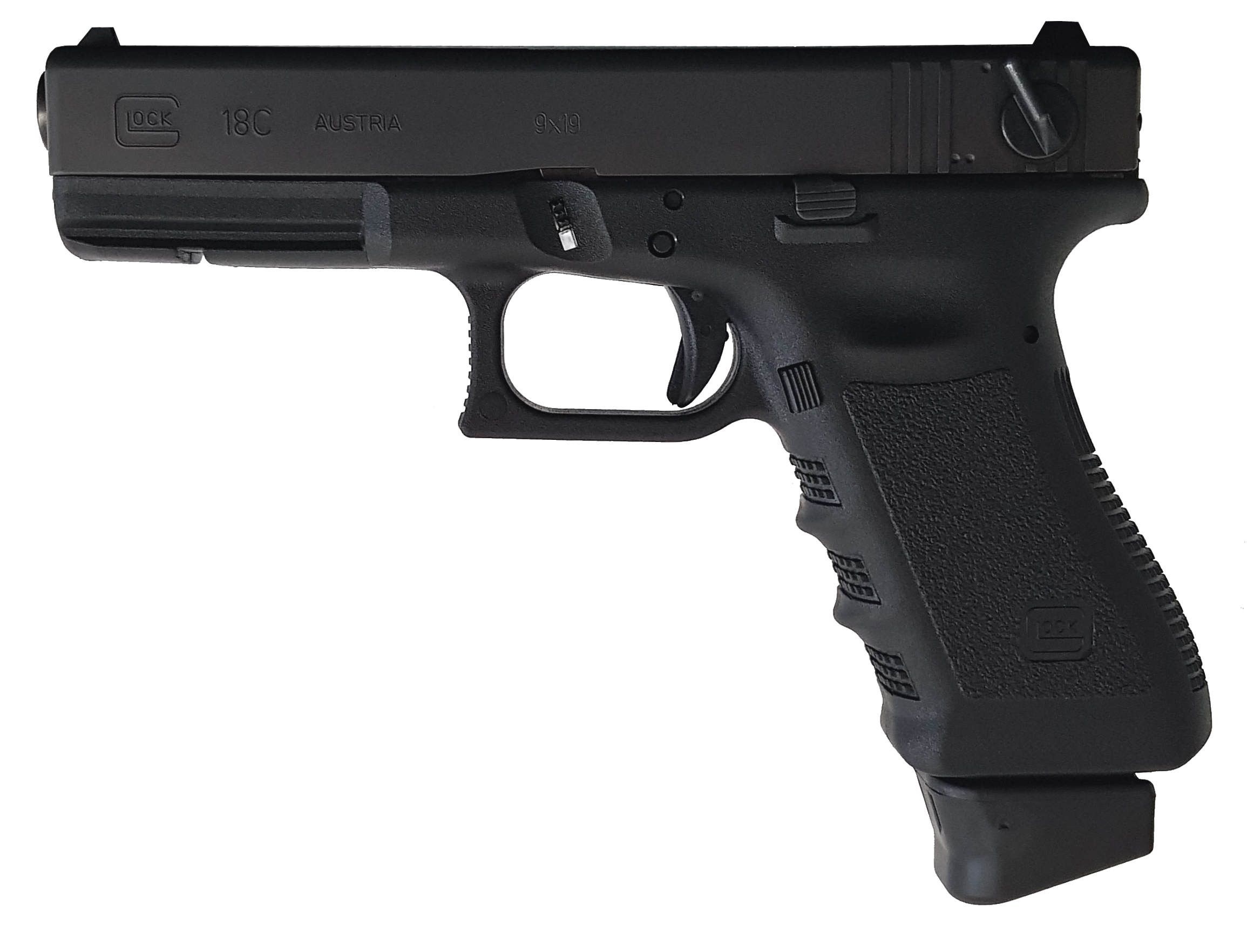
第三代格洛克18C

第三代格洛克手槍於1998年推出，新增了加上坑紋的手指凹槽、扳機銷上方的閉鎖件銷、握把上的姆指凹槽。亦在標準型和緊湊型的底把加上了可裝上槍燈等配件的「格洛克通用導軌」（Universal GLOCK Rail）。退彈勾亦修改成在上鏜後會微微凸出，並可作為上彈指示器使用。與此同時，格洛克亦推出了使用.357 SIG和.45 G.A.P.的手槍，並首次推出沙色和橄欖色的底把。格洛克也在數款型號推出了SF短底把版，以適應手型較小的射手。
2000年，格洛克推出了格洛克36──首款使用單排彈匣的瘦身袖珍型格洛克手槍。2009年，推出了稱為RTF2的凸塊狀握把紋理，配上改用魚鰓狀滑套鋸齒紋的滑套進行了短暫銷售。

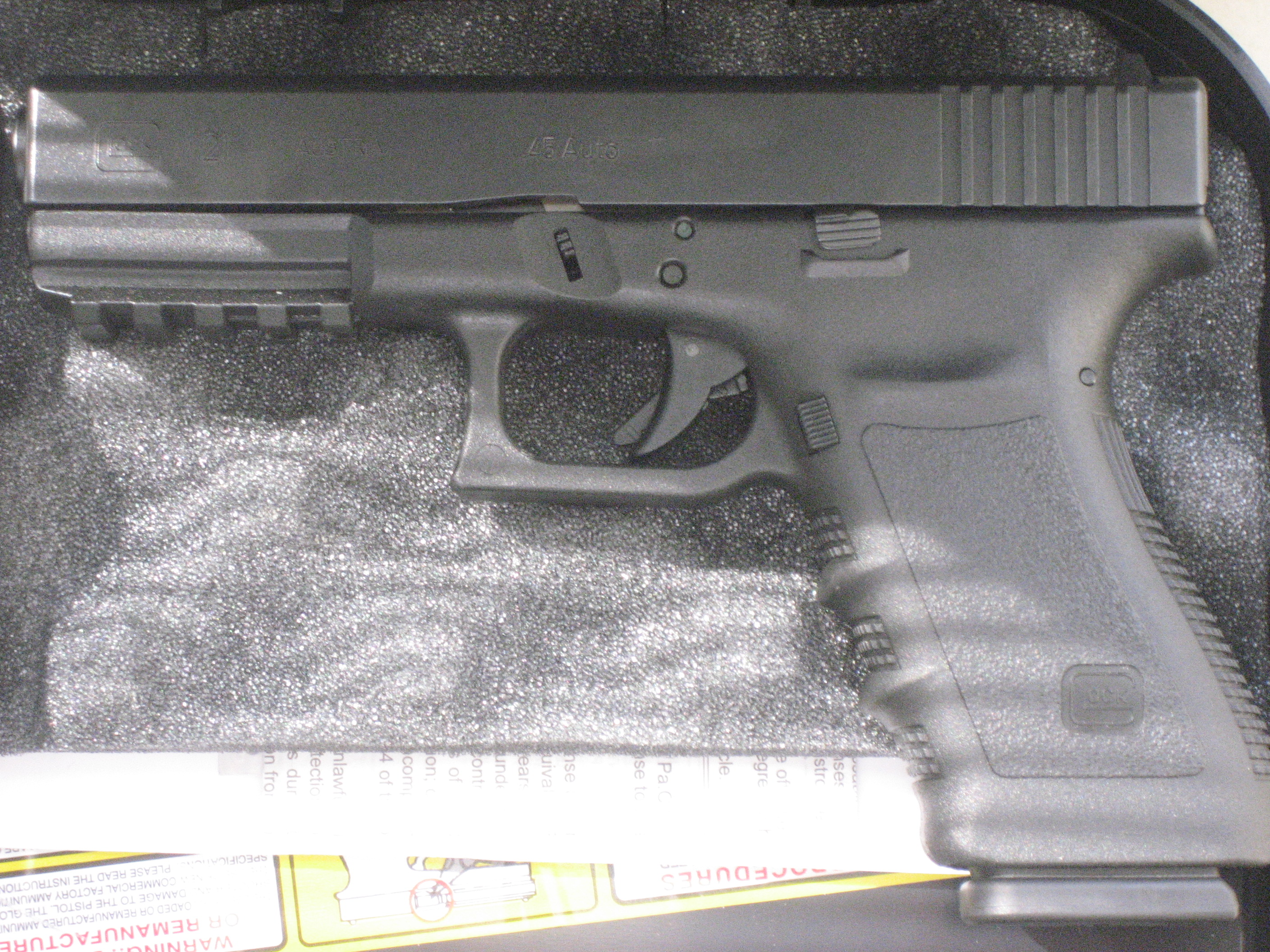
改用標準皮卡汀尼導軌的第三代格洛克21 SF MB

格洛克亦曾嘗試推出可雙邊操作的MB系列，為此在彈匣前方增加開口作為此系列的彈匣卡口，因此部分格洛克手槍彈匣前方會有一露出銀色內嵌鋼片的開口，但在第四代格洛克推出後本系統便被放棄，後來此彈匣前方開口亦再次封上。較特別的是當中的格洛克21 SF MB並沒有使用格洛克通用導軌，而是改用四格標準的皮卡汀尼導軌。
由於法律問題，在加利福尼亞州不能向未經申請司法豁免的平民銷售全新的第四代格洛克手槍和第五代格洛克手槍，因此在法律生效前已在銷售而獲豁免的第三代格洛克手槍在加利福尼亞州仍有相當人氣。
2020年9月29日，加利福尼亞州州長加文·紐森正式簽署了議會法案AB 2847，規定手槍撞針必須帶有微型沖壓序號，以在擊發時在底火壓下該序號，理論上可方便刑事鑑證。但該法案同時訂明在加利福尼亞州可合法銷售的「認證手槍名冊（英語：The Roster of Certified Handguns）」中每加入一把帶微型沖壓序號技術的手槍，就必須移除三把沒有此技術的手槍。全國步槍協會批評此類反槍政策持續地攻擊第二修正案。
實際上，馬里蘭州早在2000年便推出了類似政策，但在2015年因對刑事鑑證毫無幫助而宣告中止。在加利福尼亞州一次測試中，使用790把手槍擊發了2000發子彈，當子彈為同生產商生產時電腦分析錯誤率為38%，子彈為不同生產商生產時更高達62%。而且多年來僅有12%的犯案槍械透過合法途徑取得，其餘犯案槍械皆無法追蹤。馬里蘭州15年來在此政策耗費了500萬美元，其資料庫在26宗槍擊案中提供了協助，但每次使用時警察早已知道犯案槍械為何。紐約州亦曾嘗試製作其資料庫，但因成效不彰在2012年中止了資助此計劃。最終此政策成功協助破解0宗槍擊案，因此馬里蘭州宣告中止政策。

#### 第四代格洛克

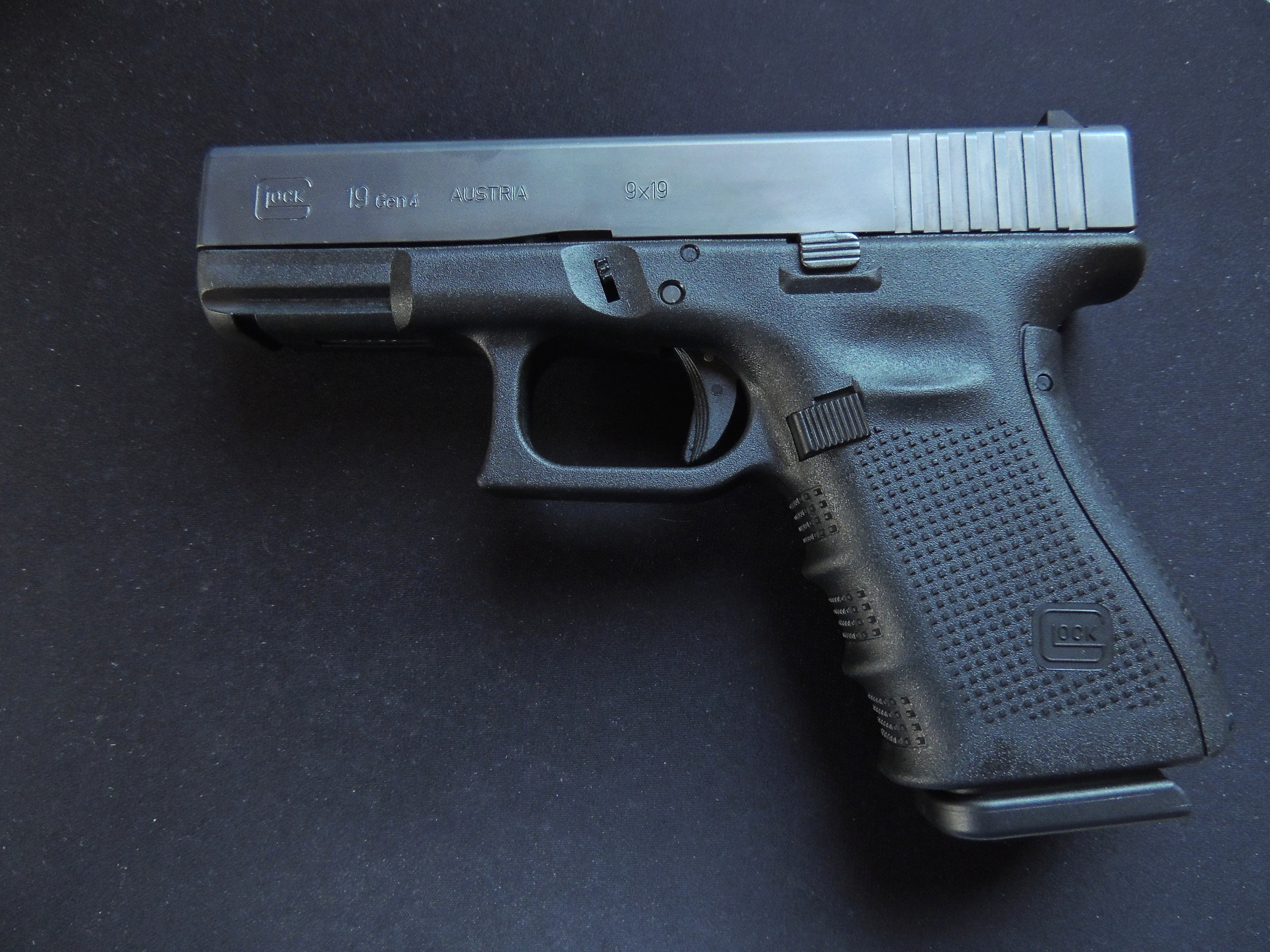
裝上了無海狸尾中號握把片的第四代格洛克19

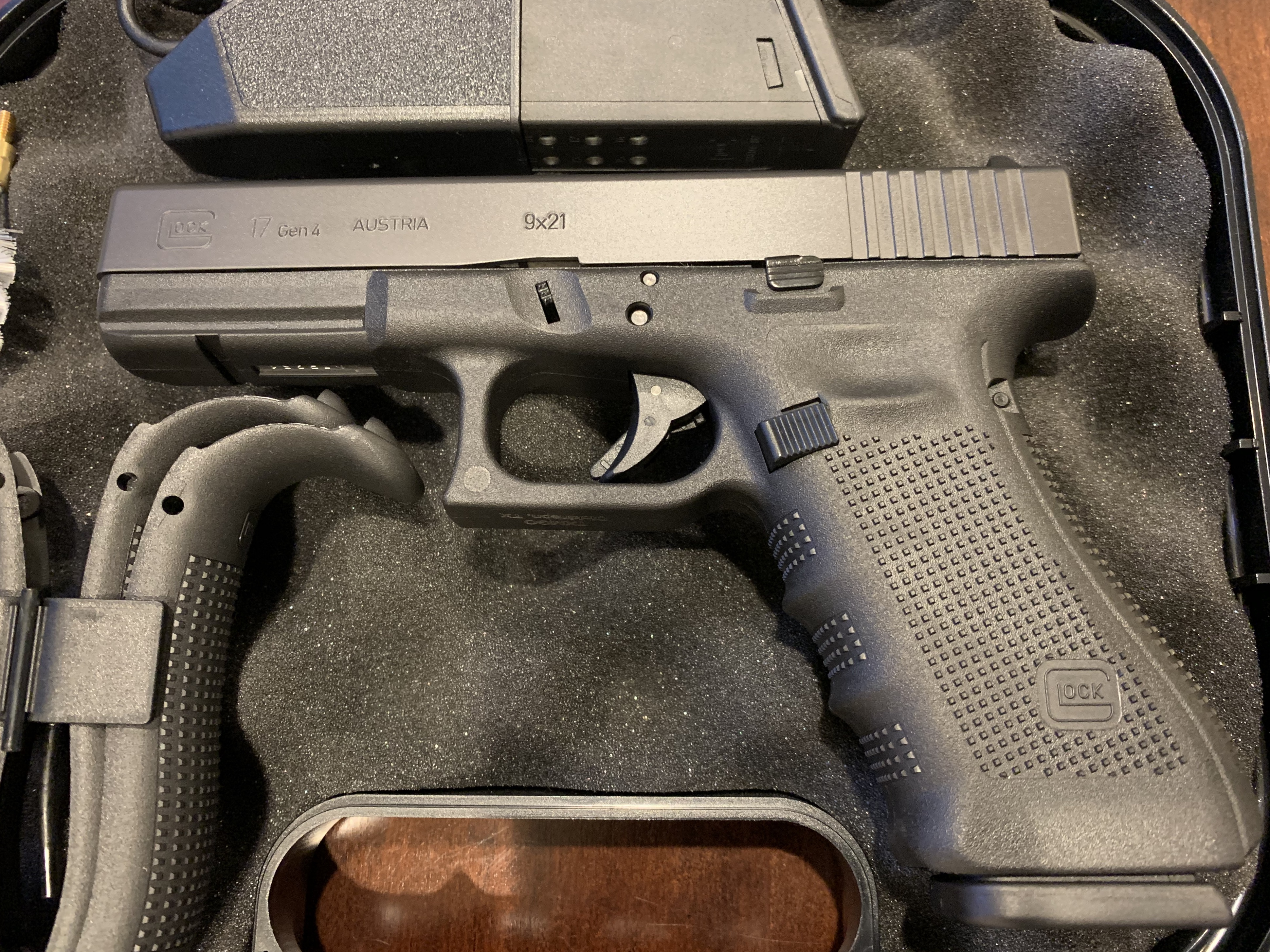
使用9×21 mm的第四代格洛克17，使用9×21的格洛克手槍乃為在禁止民用9×19的國家（如法國、義大利、墨西哥等）販賣，並不會在其他地方發售；圖中的格洛克17為極少數進口到美國的9×21版本

第四代格洛克手槍於2010年推出。值得一提的是第一至三代都是市場給予的分類，第四代為格洛克首次為其手槍設計命名，並簡稱為「Gen4」。新推出的格洛克手槍為了提高人機工效，採用了稱為Gen4 RTF的新紋理，握把由以往的粗糙表面改為類似RTF2但稍大的凸塊表面，而握把改為SF短底把尺寸，並新增可更換的中形和大形握把片的模組化握把片系統（英語：Modular Backstrap System，簡稱MBS系統）以調整握把尺寸，適合不同的手形。
格洛克26和格洛克27的雙復進簧設計亦擴展至尺寸較大的手槍，以降低後坐力和提高全槍壽命。為了容納雙復進簧式設計，底把前端較前一代格洛克手槍略為加寬。
第四代格洛克有經改進的彈匣設計，以便左右手皆可以直接按下加大化的彈匣卡榫以更換彈匣。雖然第四代的手槍可以使用舊式彈匣，但只可以右手按下彈匣釋放鈕卸下彈匣。
2015年1月，格洛克推出了模組化光學瞄準鏡系統（英語：Modular Optic System，簡稱MOS系統），可讓用家無需把手槍送往第三方加工便能使用各類手槍光學瞄準鏡。
2017年6月，於發佈第五代格洛克前，格洛克推出了配有金屬製準星及照門、加大滑套釋放桿、加長彈匣釋放鈕及滑套前部鋸齒紋的格洛克17 FS及格洛克19 FS，並作限時銷售。

#### 第五代格洛克
第五代格洛克手槍本來皆為合同產物，如為聯邦調查局而設的格洛克17M/19M及美國陸軍的模組化手槍。後來因市場反應而正式在民用市場推出第五代格洛克手槍。由於第五代格洛克內外皆進行了大量的尺寸修改，因此能與第四代格洛克通用的零件大量減少，如扳機組、閉鎖件、滑套釋放桿等皆無法通用。其中所有手槍的閉鎖件皆統一為緊湊型規格，因此格洛克17及34所使用的標準型底把滑套鎖定片的位置被移後至與緊湊型底把相同的位置，因此標準型連槍管也無法相容。第五代格洛克與第四代格洛克的區別為：
1. 滑套和槍管採用了nDLC表面處理，更加耐腐蝕和刮傷
  - 聯邦調查局採用的17M/19M更把扳機連桿等金屬部件採用nDLC處理，但沒有應用在往後產品
2. 使用標準型底把的滑套最前部加強結構以使用加長的復進簧
3. 設置了雙邊滑套釋放桿，方便左撇子射手使用
4. 彈匣井設計成喇叭狀，提高更換彈匣效率
  - 因格洛克26尺寸問題，第五代格洛克26沒有喇叭狀彈匣井
5. 底把前方新增半月型開口，以便在故障時拔出彈匣
  - 因用戶反映半月型開口導致手指容易被夾到，自格洛克45起移除，現已成為第五代格洛克標準設計
6. 取消了握柄上的手指槽，使得不同手型的使用者均能舒適握持
7. 底把導軌的凹槽加闊成更接近標準皮卡汀尼導軌的尺寸
8. 使用了稱為Marksman的加深多邊型膛線，並加大槍冠
  - 本來為在M系列上增加刑事鑑證辨識度，在Gen5上則宣稱用以提高精度
9. 增加了彈匣底板的面積，方便取出彈匣
  - 因第五代格洛克26底把設計，10發彈匣皆沒有加長底板
10. 彈匣的托彈板由黑色更換為橙色，方便射手確認剩餘彈量
11. 滑套最前部進行了收窄處理，方便快速放入槍套
  - 最初底把並未如格洛克19X般進行與滑套同樣的收窄，以致如M系列般凸出於滑套外，後來新推出的第五代格洛克皆已修正此外觀問題
12. 滑套前部加上鋸齒紋，讓使用者在檢查鏜室或清除故障，尤其在手掌因流汗等原因而變得濕滑時，能更容易地握著滑套前部拉開滑套
  - 自格洛克45起新增，現已成為第五代格洛克標準設計
13. 滑套鎖定片彈簧由板簧改成螺旋彈簧，移除閉鎖件銷並因而修改了閉鎖件的設計，因此格洛克曾表明第五代格洛克只會為使用9×19公釐魯格彈的手槍[29]
14. 安全柱塞加上了切角以讓扳機能變得更順暢
15. 撞針由以往的長形擊面改為球形擊面
16. 扳機復位彈簧改為收納在經修改的扳機組外殼內[29][30][31][32][33][34]

上述變更中，Marksman加深多邊型膛線、滑套鎖定片螺旋彈簧、切角安全柱塞及修改扳機組皆已應用在格洛克42／43，並在第五代格洛克上擴大應用。

##### M系列格洛克
2016年6月29日，格洛克贏得了一份聯邦調查局價值2000萬，最高8500萬美元的合約，以提供使用9×19公釐魯格彈的手槍及其替換部件以替換現有的.40手槍。格洛克因而推出了格洛克17M和格洛克19M，並配上AmeriGlo Agent夜間用照門及準星。
2016年8月，印第安納波利斯大都會警察局開始使用一批格洛克17M進行訓練，但後來因滑套出現問題而進行回收，並期望12月前能重新配發格洛克17M。

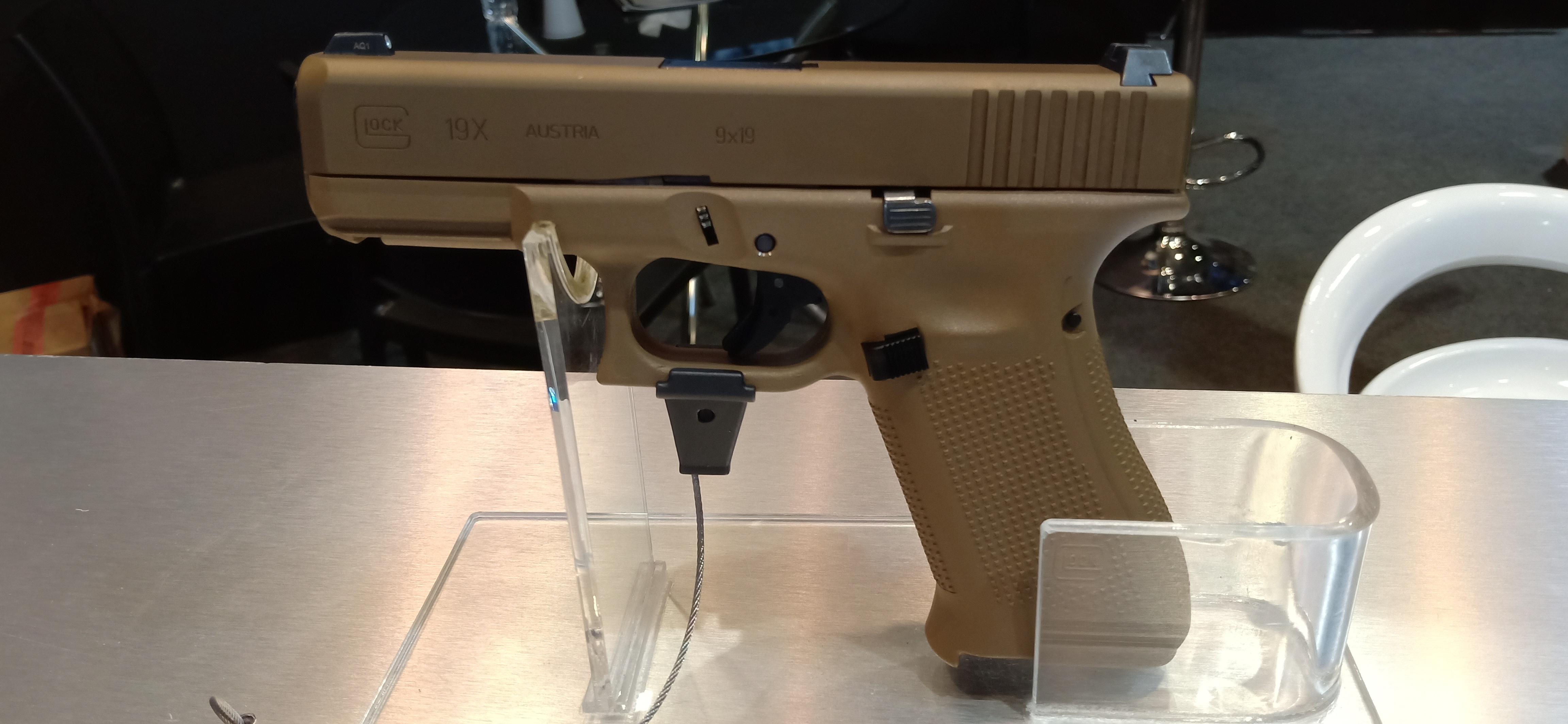
第4.5代格洛克19X

##### 模組化手槍系統
美國陸軍在2011年公佈XM17模組化手槍系統競爭以取代使用多年的M9手槍。格洛克為此在2016年提交了沙色外觀的格洛克19 MHS和格洛克23 MHS。兩把手槍的外觀皆跟同年被聯邦調查局採用的M系列格洛克相似，包括雙邊滑套釋放桿、移除握柄手指槽、移除閉鎖件銷等，並加上了雙邊手動保險和掛繩環。兩把手槍皆使用了緊湊型的滑套和槍管及標準型的底把，當中格洛克23 MHS的滑套被稍微加寬。
最終XM17由西格&紹爾提交的P320勝出，而格洛克提出的反對訴訟亦被駁回。後來格洛克把格洛克19 MHS修改成格洛克19X，成為公司第一款混合型手槍，推出後於半年內售出超過100,000把。

##### CBP版格洛克
2019年4月9日，格洛克贏得了一份美國海關及邊境保衛局，價值8500萬美元，為期十年的合約，目的為在2021年前提供使用9×19公釐魯格彈的手槍以替換現有的.40手槍。格洛克為此推出了兩款經修改，及一款新設計的手槍，分別為格洛克19 Mod 1、格洛克26 Mod 1及格洛克47。三款手槍皆基於第五代格洛克的設計，並加上下列修改：
1. 滑套前部加上鋸齒紋
2. 標配AmeriGlo格洛克BOLD夜間用照門及準星
3. 相比第五代格洛克的彈匣底板更長的加長底板

當中格洛克26 Mod 1的底把被略為加長，並加上了喇叭狀彈匣井。而格洛克19 Mod 1及格洛克47皆設有MOS系統，並擁有「100%零件通用率」，意指兩者的滑套總成和底把總成可依需求混合組裝，以提供兩款長度的底把和滑套共四種組合供關員選擇，一般關員將會獲發格洛克19 Mod 1及格洛克47其中之一，或同時獲發兩把手槍。

##### 第五代格洛克

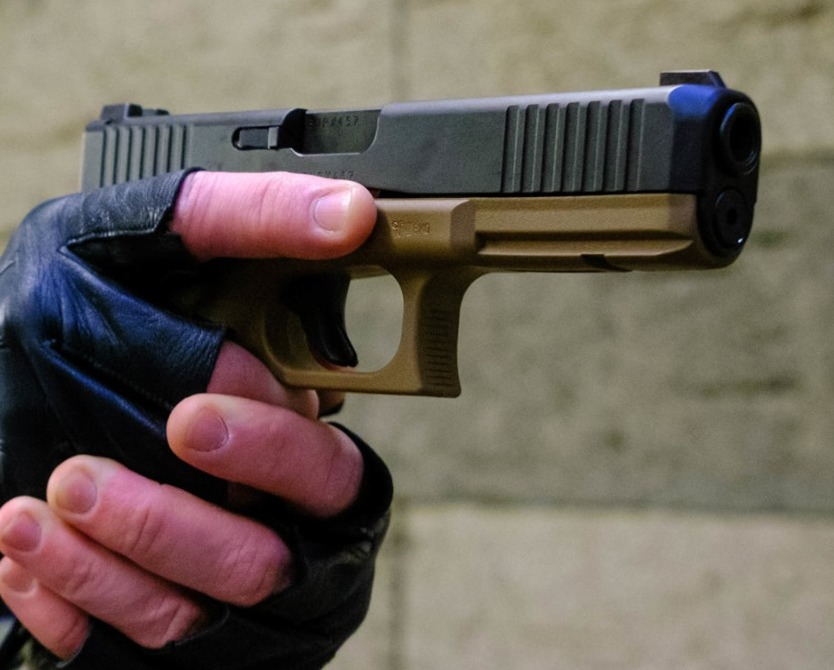
法國軍隊採用的第五代格洛克17 FR

2017年8月，格洛克在美國發佈了兩款將於8月30日發售，基於M系列格洛克的第五代格洛克手槍，分別是第五代格洛克17和第五代格洛克19，外觀與M系列近乎一模一樣。本代手槍設計簡稱為「Gen5」。
2018年1月，巴西聖保羅州軍事警察接收了一批共十把第五代格洛克22作40,000發射擊及6.5呎下墜測試，該批格洛克22如模組化手槍系統般設有手動保險和掛繩環、配有格洛克夜間照門及準星、加寬成27.5毫米寬，最前部進行了收窄處理並標上「Gen5」的滑套、以及相比6.3磅標準扳機稍為減輕的5.8磅扳機，該批手槍的彈匣托彈板亦如其他第五代格洛克的彈匣般換成橙色。但測試前聖保羅州軍事警察發現底把導軌未如標書要求般為皮卡汀尼導軌規格，負責專案的警官表明在完成更詳細的測量前會先暫停所有測試工作，及後已重啟並完成射擊、精度、扳機重量及下墜測試。因該批第五代格洛克22為應聖保羅州軍事警察的標書要求而設計，因此未知該款手槍會否出現在民間及其他用家手上。
2019年12月10日，格洛克發佈了首款使用使用.22 LR的格洛克44，並首次於實彈槍械使用聚合物/鋼混合材料滑套，此亦為商用第五代格洛克首次使用9×19公釐魯格彈以外的口徑。
2020年7月，格洛克宣佈將會停產商用第四代格洛克手槍，並升級為第五代格洛克手槍。格洛克仍會為使用第四代格洛克手槍的執法機構提供服務，而第三代格洛克仍會為受限制州份提供。
2020年11月，格洛克推出了.40 S&W的第五代格洛克手槍。包括格洛克22／22 MOS／23／23 MOS／27，所有.40第五代格洛克皆改用了27.5毫米寬的滑套。
2023年，格洛克於SHOT Show發佈格洛克20 MOS、格洛克21 MOS及格洛克 47 MOS，同時發佈了為第五代9x19 mm格洛克手槍設計的GLOCK Performance扳機。
延續其混合尺寸手槍系列，格洛克在2023年11月推出格洛克49 MOS。格洛克49由格洛克19底把總成搭配格洛克47滑套總成組成，令其擁有更易隱蔽攜帶的緊湊型底把同時保留標準型的槍管長度。格洛克49 MOS目前僅透過TALO Distributors獨家銷售。

## 誤解
由於格洛克採用大量聚合物部件，早期格洛克手槍曾被認為能躲過金屬探測器，一名五角大廈保安專家亦曾實際以一把經拆解並偽裝金屬部件的格洛克17在華盛頓國家機場通過兩次檢查，華盛頓郵報的傑克·安德森及戴爾·范·阿塔則於1986年1月15日在專欄中以「購買奧地利塑膠手槍（英語：Qaddafi Buying Austrian Plastic Pistols）」為題指出格洛克手槍可被用作於機場發動如1985年羅馬及維也納機場恐襲般的恐怖襲擊事件。後來在1988年美國國會亦討論有關「禁止塑膠槍械的生產、銷售及進口」（不可偵測槍械管制法，18 U.S.C. § 922(p) （页面存档备份，存于））的法案，並禁止所有金屬含量少於3.7盎司（原為8盎司，因美國全國步槍協會抗議而折衷至格洛克手槍的一半金屬含量，因此無任何手槍受此法案影響）的槍械，而華盛頓郵報則以「來自塑膠的恐怖（英語：Terror In Plastic）」為題認為格洛克手槍是為恐怖份子量身定製（英語：tailor-made for terrorists）。
然而，格洛克手槍的重量有約83%仍然來自的金屬，它所使用的聚合物則是據稱為「Polymer 2」、仍能被X光機偵測到的玻璃纖維強化尼龍；而部分聚合物部件亦內嵌鋼架來保持強度。與電影和《火線狙擊》中敘述的不同，現時並未有製造商製造過全陶瓷或全聚合物，並可躲避偵測的槍支；而終極警探2中的格洛克7（英語：GLOCK 7）則是虛構的手槍。格洛克手槍的售價亦與電影中的描述不同，其售價為市場中段水平，而來自警察的二手格洛克手槍售價可能更低。
在電影動作片中與電視節目上大量出現格洛克手槍，亦常為戲劇效果配上拉擊鎚的「喀啦」聲，但格洛克手槍全系列皆為擊針平移式槍械，因此沒有擊鎚，故不會發出此聲。而在2015年電影中，更為配合劇情為一把格洛克17加上了擊鎚。

## 市場反應
由於其的高可靠性，格洛克手槍被大量用於世界各地的軍警單位作配槍或後備武器，同時在民用市場中亦被用於運動射擊及個人防衛。市面上亦有如Polymer80、Magpul等第三方生產商為其生產配件，另外亦有如ZEV Tech、Agency Arms等提供手槍加工服務的生產商，因此用戶可依其需求完全客製化自己的格洛克手槍，亦因此格洛克手槍的人氣十分高。
因為格洛克手槍的成功，不少生產商亦紛紛推出聚合物底把手槍及擊針平移式手槍。亦有生產商生產設計類似或基於格洛克手槍的手槍，比如史密斯威森西格瑪、OZ9、DAGR9等。
以往在聯邦調查局改用.40 S&W後，美國大量警察單位及民間射手亦追隨此決定改用.40口徑，因此使用此口徑的格洛克22/23亦成為了當時最受歡迎的手槍，受歡迎程度甚至超越了史密斯威森手槍。後來聯邦調查局發現.40的效能比9×19公釐魯格彈高不了太多，但會令手槍更快耗損，同時亦非所有射手皆可有效使用.40手槍，因此改用9×19公釐魯格彈。與之前一樣，各地警察單位亦開始改用9公釐，因此格洛克17/19/45取代了格洛克22/23成為了軍警及民間所好用的手槍。

## 規格列表
| 編號 | 彈種      | 滑套長度 | 滑套長度 | 槍管長度 | 槍管長度 | 彈匣容量 粗體為標準容量 斜體為限制容量彈匣 | 重量 含空彈匣 | 重量 含空彈匣 | 版本 | 備註                       |
| 編號 | 彈種      | 毫米     | 英寸     | 毫米     | 英寸     | 彈匣容量 粗體為標準容量 斜體為限制容量彈匣 | 克            | 盎司          | 代   | 備註                       |
| ---- | --------- | -------- | -------- | -------- | -------- | ------------------------------------------ | ------------- | ------------- | ---- | -------------------------- |
| 82   | 9×19 mm   | 186      | 7.32     | 114      | 4.49     | 17                                         | 705           | 24.87         | 1    | 1982年生產的原型           |
| P80  | 9×19 mm   | 186      | 7.32     | 114      | 4.49     | 10，17                                     | 705           | 24.87         | 1    | Lipsey's復古版             |
| 17   | 9×19 mm   | 186      | 7.32     | 114      | 4.49     | 10，15，17，19，24，31，33                 | 705           | 24.87         | 1-4  |                            |
| 17   | 9×19 mm   | 186      | 7.32     | 114      | 4.49     | 10，15，17，19，24，31，33                 | 708           | 24.97         | 5    |                            |
| 17   | 9×21 mm   | 186      | 7.32     | 114      | 4.49     | 10，15，17，19，24，31，33                 | 708           | 24.97         | 5    |                            |
| 17A  | 9×19 mm   | 186      | 7.32     | 122      | 4.80     | 10                                         | 710           | 25.04         | 3-4  | 澳洲及紐西蘭版本           |
| 17A  | 9×19 mm   | 186      | 7.32     | 122      | 4.80     | 10                                         | 711           | 25.08         | 5    | 澳洲及紐西蘭版本           |
| 17C  | 9×19 mm   | 186      | 7.32     | 114      | 4.49     | 10，15，17，19，24，31，33                 | 700           | 24.69         | 3-4  |                            |
| 17C  | 9×21 mm   | 186      | 7.32     | 114      | 4.49     | 10，15，17，19，24，31，33                 | 700           | 24.69         | 3-4  |                            |
| 17DK | 9×19 mm   | 186      | 7.32     | 121      | 4.76     | 17，19，24，31，33                         | 705           | 24.87         | 4    | 丹麥版本                   |
| 17DK | 9×19 mm   | 186      | 7.32     | 121      | 4.76     | 17，19，24，31，33                         | 711           | 25.08         | 5    | 丹麥版本                   |
| 17L  | 9×19 mm   | 225      | 8.86     | 153      | 6.02     | 10，15，17，19，24，31，33                 | 755           | 26.63         | 3    | 第五代版本為MOS版          |
| 17L  | 9×21 mm   | 225      | 8.86     | 153      | 6.02     | 10，15，17，19，24，31，33                 | 720           | 25.40         | 5    | 第五代版本為MOS版          |
| 17M  | 9×19 mm   | 186      | 7.32     | 114      | 4.49     | 17                                         | 716           | 25.26         | 5    | 聯邦調查局及部分警察局專用 |
| 17P  | 9×19 mm   | 186      | 7.32     | 114      | 4.49     | 17                                         | 705           | 24.87         | 3    | 訓練用，紅色底把           |
| 17P  | 9×19 mm   | 186      | 7.32     | 114      | 4.49     | 17                                         | 708           | 24.97         | 5    | 訓練用，全紅色外觀         |
| 17T  | FX/FOF    | 186      | 7.32     | 114      | 4.49     | 17，19                                     | 550           | 19.40         | 3-4  | 訓練用，藍色外觀           |
| 17T  | FX/FOF    | 186      | 7.32     | 114      | 4.49     | 17，19                                     | 560           | 19.75         | 5    | 訓練用，藍色外觀           |
| 17T  | UTM       | 186      | 7.32     | 114      | 4.49     | 17，19                                     | 700           | 24.69         | 3    | 訓練用，藍色底把           |
| 17T  | UTM       | 186      | 7.32     | 114      | 4.49     | 17，19                                     | 560           | 19.75         | 5    | 訓練用，藍色外觀           |
| 18   | 9×19 mm   | 186      | 7.32     | 114      | 4.49     | 17，19，24，31，33                         | 705           | 24.87         | 1-3  | 可全自動射擊版本           |
| 18C  | 9×19 mm   | 186      | 7.32     | 114      | 4.49     | 17，19，24，31，33                         | 670           | 23.63         | 1-3  | 可全自動射擊版本           |
| 19   | 9×19 mm   | 174      | 6.85     | 102      | 4.01     | 10，15，17，19，24，31，33                 | 670           | 23.63         | 2-5  |                            |
| 19   | 9×21 mm   | 174      | 6.85     | 102      | 4.01     | 10，15，17，19，24，31，33                 | 670           | 23.63         | 2-5  |                            |
| 19   | 9×19 mm   | 174      | 6.85     | 106      | 4.17     | 10                                         | 680           | 24.00         | 4    | 加拿大版本                 |
| 19C  | 9×19 mm   | 174      | 6.85     | 102      | 4.01     | 10，15，17，19，24，31，33                 | 670           | 23.63         | 3-4  |                            |
| 19M  | 9×19 mm   | 174      | 6.85     | 102      | 4.01     | 15                                         | 670           | 23.63         | 5    | 聯邦調查局及部分警察局專用 |
| 19P  | 9×19 mm   | 174      | 6.85     | 102      | 4.01     | 15                                         | 670           | 23.63         | 5    | 訓練用，紅色外觀           |
| 19T  | FX/FOF    | 174      | 6.85     | 102      | 4.01     | 15，17，19                                 | 510           | 17.99         | 3-5  | 訓練用，藍色外觀           |
| 19T  | UTM       | 174      | 6.85     | 102      | 4.01     | 15，17，19                                 | 635           | 22.40         | 3    | 訓練用，藍色底把           |
| 19T  | UTM       | 174      | 6.85     | 102      | 4.01     | 15，17，19                                 | 535           | 18.87         | 5    | 訓練用，藍色外觀           |
| 19X  | 9×19 mm   | 174      | 6.85     | 102      | 4.02     | 10，15，17，19，24，31，33                 | 704           | 24.83         | 5    | 全沙色外觀                 |
| 19X  | 9×21 mm   | 174      | 6.85     | 102      | 4.02     | 10，15，17，19，24，31，33                 | 704           | 24.83         | 5    | 全沙色外觀                 |
| 20   | 10mm Auto | 193      | 7.60     | 117      | 4.61     | 10，15                                     | 870           | 30.69         | 2-4  | 第五代版本為MOS版          |
| 20   | 10mm Auto | 193      | 7.60     | 117      | 4.61     | 10，15                                     | 845           | 29.81         | 5    | 第五代版本為MOS版          |
| 20SF | 10mm Auto | 193      | 7.60     | 117      | 4.61     | 10，15                                     | 865           | 30.51         | 3    |                            |
| 20C  | 10mm Auto | 193      | 7.60     | 117      | 4.61     | 10，15                                     | 850           | 29.98         | 3    |                            |
| 21   | .45 ACP   | 193      | 7.60     | 117      | 4.61     | 10，13，14                                 | 830           | 29.28         | 2-4  | 第五代版本為MOS版          |
| 21   | .45 ACP   | 191      | 7.52     | 117      | 4.61     | 10，13，14                                 | 825           | 29.10         | 5    | 第五代版本為MOS版          |
| 21SF | .45 ACP   | 193      | 7.60     | 117      | 4.61     | 10，13，14                                 | 825           | 29.10         | 3    |                            |
| 21C  | .45 ACP   | 193      | 7.60     | 117      | 4.61     | 10，13，14                                 | 825           | 29.10         | 4    |                            |
| 22   | .40 S&W   | 186      | 7.32     | 114      | 4.49     | 10，15，16，22                             | 725           | 25.57         | 2-4  |                            |
| 22   | .40 S&W   | 186      | 7.32     | 114      | 4.49     | 10，15，16，22                             | 806           | 28.43         | 5    | 聖保羅州警察版配有手動保險 |
| 22C  | .40 S&W   | 186      | 7.32     | 114      | 4.49     | 10，15，16，22                             | 717           | 25.29         | 3    |                            |
| 22P  | .40 S&W   | 186      | 7.32     | 114      | 4.49     | 15                                         | 730           | 25.75         | 3    | 訓練用，紅色底把           |
| 23   | .40 S&W   | 174      | 6.85     | 102      | 4.01     | 10，13，14，15，16，22                     | 675           | 23.81         | 2-4  |                            |
| 23   | .40 S&W   | 174      | 6.85     | 102      | 4.01     | 10，13，14，15，16，22                     | 756           | 26.67         | 5    |                            |
| 23C  | .40 S&W   | 174      | 6.85     | 102      | 4.01     | 10，13，14，15，16，22                     | 663           | 23.39         | 3    |                            |
| 23P  | .40 S&W   | 174      | 6.85     | 102      | 4.01     | 13                                         | 675           | 23.81         | 3    | 訓練用，紅色底把           |
| 24   | .40 S&W   | 225      | 8.86     | 153      | 6.02     | 10，15，16，22                             | 840           | 29.63         | 2-3  |                            |
| 24C  | .40 S&W   | 225      | 8.86     | 153      | 6.02     | 10，15，16，22                             | 835           | 29.45         | 2-3  |                            |
| 25   | .380 ACP  | 174      | 6.85     | 102      | 4.01     | 15，17                                     | 645           | 22.75         | 2-3  |                            |
| 26   | 9×19 mm   | 159      | 6.26     | 87       | 3.43     | 10，11，12，15，17，19，31，33             | 610           | 21.52         | 2-4  | 11發彈匣為Mod 1版專用彈匣  |
| 26   | 9×21 mm   | 159      | 6.26     | 87       | 3.43     | 10，11，12，15，17，19，31，33             | 615           | 21.69         | 5    | 11發彈匣為Mod 1版專用彈匣  |
| 27   | .40 S&W   | 159      | 6.26     | 87       | 3.43     | 9，10，13，14，15，16，22                  | 605           | 21.34         | 2-4  |                            |
| 27   | .40 S&W   | 159      | 6.26     | 87       | 3.43     | 9，10，13，14，15，16，22                  | 676           | 23.85         | 5    |                            |
| 28   | .380 ACP  | 159      | 6.26     | 87       | 3.43     | 10，12，15，17                             | 585           | 20.64         | 3    |                            |
| 29   | 10mm Auto | 172      | 6.77     | 96       | 3.78     | 10，15                                     | 760           | 26.81         | 3-4  |                            |
| 29   | 10mm Auto | 170      | 6.69     | 96       | 3.78     | 10，15                                     | 760           | 26.81         | 5    |                            |
| 30   | .45 ACP   | 172      | 6.77     | 96       | 3.78     | 9，10，13，14                              | 745           | 26.28         | 3-4  |                            |
| 30   | .45 ACP   | 170      | 6.69     | 96       | 3.78     | 9，10，13，14                              | 745           | 26.28         | 5    |                            |
| 30S  | .45 ACP   | 172      | 6.77     | 96       | 3.78     | 9，10，13，14                              | 645           | 22.75         | 3    |                            |
| 31   | .357 SIG  | 186      | 7.32     | 114      | 4.49     | 10，15，16                                 | 740           | 26.10         | 3-4  |                            |
| 31C  | .357 SIG  | 186      | 7.32     | 114      | 4.49     | 10，15，16                                 | 730           | 25.75         | 3-4  |                            |
| 32   | .357 SIG  | 174      | 6.85     | 102      | 4.01     | 10，13，14，15，16                         | 690           | 24.34         | 3-4  |                            |
| 32C  | .357 SIG  | 174      | 6.85     | 102      | 4.01     | 10，13，14，15，16                         | 675           | 23.81         | 3    |                            |
| 33   | .357 SIG  | 159      | 6.26     | 87       | 3.43     | 9，10，13，14，15，16                      | 620           | 21.87         | 3-4  |                            |
| 34   | 9×19 mm   | 207      | 8.15     | 135      | 5.31     | 10，15，17，19，24，31，33                 | 735           | 25.93         | 3-4  | 第五代版本為MOS版          |
| 34   | 9×21 mm   | 207      | 8.15     | 135      | 5.31     | 10，15，17，19，24，31，33                 | 743           | 26.21         | 5    | 第五代版本為MOS版          |
| 35   | .40 S&W   | 207      | 8.15     | 135      | 5.31     | 10，15，16，22                             | 785           | 27.69         | 4    |                            |
| 36   | .45 ACP   | 172      | 6.77     | 96       | 3.78     | 6                                          | 635           | 22.40         | 3    |                            |
| 37   | .45 GAP   | 186      | 7.32     | 114      | 4.49     | 10                                         | 815           | 28.75         | 3-4  |                            |
| 38   | .45 GAP   | 174      | 6.85     | 102      | 4.01     | 8，10                                      | 755           | 26.63         | 3    |                            |
| 39   | .45 GAP   | 159      | 6.26     | 87       | 3.43     | 6，8，10                                   | 685           | 24.16         | 3    |                            |
| 40   | 10mm Auto | 229      | 9.02     | 153      | 6.02     | 15                                         | 1005          | 35.45         | 4    |                            |
| 41   | .45 ACP   | 211      | 8.31     | 135      | 5.31     | 10，13                                     | 760           | 26.81         | 4    |                            |
| 42   | .380 ACP  | 146      | 5.75     | 82.5     | 3.25     | 6                                          | 390           | 13.76         | 4    |                            |
| 43   | 9×19 mm   | 154      | 6.06     | 86.5     | 3.41     | 6                                          | 510           | 17.99         | 4    |                            |
| 43   | 9×21 mm   | 154      | 6.06     | 86.5     | 3.41     | 6                                          | 510           | 17.99         | 4    |                            |
| 43X  | 9×19 mm   | 154      | 6.06     | 87       | 3.41     | 10                                         | 530           | 18.70         | 5    | 設有銀色及黑色滑套兩款設計 |
| 43X  | 9×21 mm   | 154      | 6.06     | 87       | 3.41     | 10                                         | 530           | 18.70         | 5    | 設有銀色及黑色滑套兩款設計 |
| 44   | .22 LR    | 174      | 6.85     | 102      | 4.01     | 10                                         | 415           | 14.64         | 5    | 使用聚合物/鋼混合滑套      |
| 44DK | .22 LR    | 174      | 6.85     | 127      | 5.00     | 10                                         | 415           | 14.64         | 5    | 丹麥版本                   |
| 45   | 9×19 mm   | 174      | 6.85     | 102      | 4.02     | 10，15，17，19，24，31，33                 | 694           | 24.48         | 5    |                            |
| 45   | 9×21 mm   | 174      | 6.85     | 102      | 4.02     | 10，15，17，19，24，31，33                 | 694           | 24.48         | 5    |                            |
| 45P  | 9×19 mm   | 174      | 6.85     | 102      | 4.02     | 17                                         | 695           | 24.52         | 5    | 訓練用，紅色外觀           |
| 45T  | FX/FOF    | 174      | 6.85     | 102      | 4.02     | 17，19                                     | 550           | 19.40         | 5    | 訓練用，藍色外觀           |
| 45T  | UTM       | 174      | 6.85     | 102      | 4.02     | 17，19                                     | 550           | 19.40         | 5    | 訓練用，藍色外觀           |
| 46   | 9×19 mm   | 187      | 7.36     | 104      | 4.09     | 15，17                                     | 600           | 21.16         | 5    | 改用槍管偏轉後膛閉鎖系統   |
| 47   | 9×19 mm   | 186      | 7.32     | 114      | 4.49     | 17，19，24，31，33                         | 658           | 23.21         | 5    |                            |
| 48   | 9×19 mm   | 174      | 6.85     | 106      | 4.17     | 10                                         | 588           | 20.74         | 5    | 設有銀色及黑色滑套兩款設計 |
| 48   | 9×21 mm   | 174      | 6.85     | 106      | 4.17     | 10                                         | 588           | 20.74         | 5    | 設有銀色及黑色滑套兩款設計 |
| 49   | 9×19 mm   | 186      | 7.32     | 114      | 4.49     | 10，15，17，19，24，31，33                 | 635           | 22.40         | 5    |                            |

## 資料來源
1. ↑  Sweeney, Patrick.  2nd. Iola, WI: Krause Publications. 2008. ISBN 978-0-89689-642-0.
2. ↑  Glock: The Rise of America's Gun by Paul M. Barret. The Glock 18 Is also commonly held sideways to gain more DPS.[页码请求]
3. ↑  . The Firearm Blog. 2018-03-20  [2020-02-05]. （原始内容存档于2020-11-27） （美国英语）.
4. ↑  McCollum, Ian. . Forgotten Weapons. 2014-08-19  [2020-02-05]. （原始内容存档于2021-02-01） （美国英语）.
5. ↑  . eu.glock.com.   [2019-07-26]. （原始内容存档于2021-02-02）.
6. 1 2 3 4 5 6  Kasler, Peter Alan. . Paladin Press. 1992.
7. ↑  . Guns.com.   [2020-09-20]. （原始内容存档于2021-04-22） （英语）.
8. ↑  Försvarsmakten. . Försvarsmakten.   [2021-01-08]. （原始内容存档于2021-03-08） （瑞典语）.
9. ↑  Woźniak, Ryszard. . Bellona. 2001: 45.
10. ↑  Page, Lewis. . www.theregister.com.   [2021-01-08]. （原始内容存档于2021-03-16） （英语）.
11. ↑   (PDF). （原始内容存档 (PDF)于2020-12-02） （英国英语）.
12. ↑   (PDF). （原始内容存档 (PDF)于2020-12-02） （英国英语）.
13. 1 2  Pete. . The Firearm Blog. 2020-08-31  [2020-09-01]. （原始内容存档于2020-11-27） （美国英语）.
14. 1 2  . The Firearm Blog. 2020-09-01  [2020-09-01]. （原始内容存档于2020-11-27） （美国英语）.
15. 1 2  . www.lipseys.com.   [2020-09-01]. （原始内容存档于2020-09-23） （美国英语）.
16. ↑  .   [2020-09-01]. （原始内容存档于2021-04-18） （美国英语）.
17. ↑  American Rifleman Staff. . 2020-09-01  [2020-09-02]. （原始内容存档于2020-12-02） （美国英语）.
18. ↑  . The Firearm Blog. 2017-09-28  [2019-07-26]. （原始内容存档于2021-01-26） （美国英语）.
19. ↑  . The Firearm Blog. 2016-09-12  [2020-03-13]. （原始内容存档于2020-11-26） （美国英语）.
20. ↑  . www.quora.com.   [2019-07-26].
21. ↑  . leginfo.legislature.ca.gov.   [2020-10-02]. （原始内容存档于2020-12-05）.
22. ↑  Globe, Evan SymonEvan V. Symon is the Senior Editor for the California Globe Prior to the. . California Globe. 2020-10-01  [2020-10-02]. （原始内容存档于2021-03-16） （美国英语）.
23. ↑  NRA-ILA. . NRA-ILA.   [2020-10-02]. （原始内容存档于2021-01-25） （英语）.
24. 1 2  Chiaramonte, Perry. . Fox News. 2015-11-10  [2020-10-02]. （原始内容存档于2020-11-25） （美国英语）.
25. ↑  . National Review. 2005-02-04  [2020-10-02]. （原始内容存档于2021-01-25） （美国英语）.
26. ↑  . eu.glock.com.   [2019-07-26]. （原始内容存档于2021-01-29）.
27. ↑  . us.glock.com.   [2019-07-26]. （原始内容存档于2021-02-26）.
28. ↑  . Concealed Nation.   [2019-07-26]. （原始内容存档于2020-08-04） （美国英语）.
29. 1 2  Merrill, Dave. . Recoil. 2017-08-25  [2019-08-06]. （原始内容存档于2020-12-11） （美国英语）.
30. ↑  . The Firearm Blog. 2017-08-25  [2019-07-26]. （原始内容存档于2021-01-16） （美国英语）.
31. ↑  . eu.glock.com.   [2019-07-26]. （原始内容存档于2021-02-02）.
32. ↑  . Alien Gear Holsters.   [2019-07-26] （英语）.
33. ↑  GunMuse. . Reduce Recoil Magazine. 2015-03-23  [2019-07-26]. （原始内容存档于2021-03-28） （美国英语）.
34. ↑  . The Firearm Blog. 2016-08-16  [2019-07-29]. （原始内容存档于2021-01-26） （美国英语）.
35. ↑  . www.fbo.gov.   [2019-07-29]. （原始内容存档于2017-01-24）.
36. ↑  Smith, Aaron. . CNNMoney. 2016-06-30  [2019-07-29]. （原始内容存档于2016-09-10）.
37. ↑  . The Firearm Blog. 2019-10-03  [2020-09-19]. （原始内容存档于2020-10-28） （美国英语）.
38. ↑  . The Firearm Blog. 2016-09-06  [2019-07-29]. （原始内容存档于2021-03-08） （美国英语）.
39. ↑  Chen, Nicholas. . The Mag Life. 2016-08-12  [2019-09-23]. （原始内容存档于2021-01-21） （美国英语）.
40. ↑  Office, U. S. Government Accountability.  (B-414401). 2017-06-23  [2020-03-13]. （原始内容存档于2021-07-15）.
41. ↑  . The Firearm Blog. 2018-07-09  [2019-09-23]. （原始内容存档于2020-11-09） （美国英语）.
42. ↑  . www.cbp.gov.   [2019-08-08]. （原始内容存档于2021-03-20）.
43. ↑  . The Firearm Blog. 2019-04-11  [2019-08-08]. （原始内容存档于2019-04-12） （美国英语）.
44. ↑  . The Firearm Blog. 2018-01-19  [2019-08-10]. （原始内容存档于2020-12-11） （美国英语）.
45. 1 2  . The Firearm Blog. 2018-10-16  [2019-08-10]. （原始内容存档于2020-11-11） （美国英语）.
46. ↑  . The Firearm Blog. 2018-02-19  [2019-08-10]. （原始内容存档于2020-10-28） （美国英语）.
47. ↑  Pete. . The Firearm Blog. 2020-07-02  [2020-11-03]. （原始内容存档于2021-01-18） （美国英语）.
48. ↑  Pete. . The Firearm Blog. 2020-10-30  [2020-11-03]. （原始内容存档于2020-12-05） （美国英语）.
49. ↑  S., Rusty. . The Firearm Blog. 2023-01-16  [2023-01-17]. （原始内容存档于2023-02-19） （美国英语）.
50. ↑  Incorporated, Prime. . Talo Distributors. 2023-11-08  [2024-10-19]. （原始内容存档于2025-04-07） （英语）.
51. ↑  Mosher, Jason. . Inside Safariland. 2024-10-15  [2024-10-19]. （原始内容存档于2025-04-29） （美国英语）.
52. ↑  Eger, Chris. . guns.com. 2024-03-06  [2024-10-19]. （原始内容存档于2025-05-11） （美国英语）.
53. ↑  Jack Anderson, Dale Van Atta.  (PDF). Washington Post. 1989-01-15  [2019-12-15]. （原始内容存档 (PDF)于2017-01-23） （美国英语）.
54. ↑  . Washington Post. 1988-03-06  [2019-12-14]. ISSN 0190-8286. （原始内容存档于2019-12-15） （美国英语）.
55. ↑  . www.everydaynodaysoff.com.   [2020-04-10]. （原始内容存档于2020-09-30）.
56. ↑  . The Firearm Blog. 2015-12-31  [2020-04-10]. （原始内容存档于2020-11-12） （美国英语）.